# Notropis percobromus
Notropis percobromus är en fiskart som först beskrevs av Cope, 1871.  Notropis percobromus ingår i släktet Notropis och familjen karpfiskar. Inga underarter finns listade i Catalogue of Life.